# Nouveau cinéma allemand

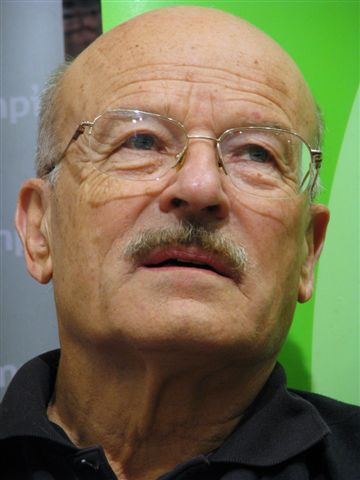
Volker Schlöndorff.

Le nouveau cinéma allemand (en allemand : Neuer Deutscher Film ou encore Junger Deutscher Film) est un courant cinématographique né dans l'Allemagne de l'Ouest des années 1960 et 1970 et représenté par des réalisateurs tels que Hans-Jürgen Syberberg, Alexander Kluge, Wim Wenders, Volker Schlöndorff, Werner Herzog, Werner Schroeter, Margarethe von Trotta, Rainer Werner Fassbinder et Helma Sanders-Brahms. Ces cinéastes plaçaient la critique sociale et politique au cœur de leur travail, se démarquant ainsi du film de pur divertissement. Leurs productions, relevant du « cinéma d'auteur », furent en général réalisées en dehors des grands studios de cinéma. Le nouveau cinéma allemand a été influencé par la « Nouvelle Vague » française ainsi que par les mouvements de protestation des années 1968.

## De Joe Hembus au Manifeste d’Oberhausen
Dans un pamphlet de 1961 intitulé Le film allemand ne peut être meilleur, Joe Hembus plaide pour une réorientation du long métrage allemand. Celui-ci, dans les années 1950, est dominé par les thèmes patriotiques, les tubes musicaux et les adaptations des romans de Karl May et d'Edgar Wallace. À l’inverse, les porte-parole du Nouveau cinéma allemand veulent traiter des sujets en prise avec la politique, la critique sociale et les débats contemporains. Pour eux, un film n’ést pas là pour divertir mais pour inciter le spectateur à réfléchir ; en outre, les réalisateurs veulent devenir plus indépendants sur le plan financier. Le 28 février 1962, lors du festival du court-métrage d'Oberhausen, 26 jeunes réalisateurs s’associent à Joe Hembus pour proclamer ce manifeste qui est par la suite appelé Manifeste d’Oberhausen et qui est souvent considéré comme le point de départ de ce mouvement artistique. Ils y déclarent ainsi : « Le cinéma de papa est mort. Nous croyons au nouveau cinéma ». Le 1er février 1965 est fondé le Kuratorium junger deutscher Film [Curatoire du Jeune Film Allemand], qui reçoit pour mission de soutenir financièrement de nouveaux réalisateurs et projets de films allemands, avec l’appui du ministère de l’Intérieur de ce pays.

## Années 1960: les débuts
Jean-Marie Straub, avec son film Non réconciliés (Nicht versöhnt, 1965), offre au public l’un des tout premiers exemples du Nouveau cinéma allemand. En adaptant pour le cinéma le roman de Heinrich Böll Les deux sacrements (Billard um halb zehn), Straub présente une leçon de distanciation brechtienne où se mêlent le passé et le présent de l’Allemagne. Non réconciliés divise la critique en deux camps opposés, d’un côté les enthousiastes, de l’autre les détracteurs d’un film qu’ils considèrent tout au plus comme un navet de la dernière mode. 
Au festival de Cannes 1966, c’est par Les désarrois de l’élève Törless (Der junge Törless) que le Nouveau cinéma allemand se fait connaître du grand public,. Le film remporte remporte le Prix de la Critique Internationale - FIPRESCI au festival de Cannes 1966. Volker Schlöndorff y adapte un roman de Robert Musil. Törless, élève dans un internat, observe les maltraitances subies par un de ses camarades. Il désapprouve, mais n’intervient pas.. 
Une jeune femme issue d'une famille juive fuit la RDA pour se réfugier en République fédérale mais y mène une existence instable et n’y est pas non plus acceptée. Telle est le résumé film d’Alexander Kluge, Anita G. (Abschied von gestern – Anita G.), qui est récompensé, toujours en 1966, au festival de Venise par le Prix Spécial du Jury,. Son second long métrage Les Artistes sous les chapiteaux : Perplexes  (Die Artisten in der Zirkuskuppel: Ratlos) reçoit le Lion d'Or de la Mostra de Venise 1968. Ce film, sur une artiste de cirque, se veut pour son réalisateur, le romancier Alexander Kluge, une métaphore du mouvement de protestation étudiant de mai 1968. 
Le premier janvier 1968 entre en vigueur une nouvelle loi sur le développement de projet cinématographique, moins favorable à ce Nouveau cinéma. De nouvelle structures sont imaginées pour faciliter les projets de films . Ainsi, en avril 1971, à Munich, est fondée la Filmverlag der Autoren [« Maison d’édition des films d’auteurs »] sur le modèle d’une coopérative. Des réalisateurs créent également leurs propres maisons de production. Et puis, toujours dans le sillage du manifeste d'Oberhausen, Alexander Kluge, Edgar Reitz et Detten Schleiermacher, fondent à Ulm, dès 1962, ce qui va devenir l’Institut de la création cinématographique [« Institut für Filmgestaltung »]. La Deutsche Film- und Fernsehakademie est fondée à Berlin en 1966 et l’École supérieure de télévision et de cinéma à Munich. La télévision est d'ailleurs un point d'appui pour exercer leur passion cinématographique, pour plusieurs réalisateurs. 
Peu après, le Nouveau cinéma allemand remporte un beau succès avec la comédie de May Spils, Venons-en au fait, mon trésor (Zur Sache, Schätzchen), sorti dans les salles allemandes le 4 janvier 1968. Ce divertissant film d’auteur met en scène les épanchements philosophiques d’un marginal originaire de Souabe.
Lors de la Berlinale de 1968, Werner Herzog est récompensé par l’Ours d’Argent de la mise en scène pour son film Signes de vie (Lebenszeichen), sur la rébellion et la dérive un peu folle d’un soldat à la fin de la Seconde Guerre mondiale. 
L’année 1969 est marquée par de nouvelles controverses, soulevées cette fois par le film de Peter Fleischmann, Scènes de chasse en Bavière (Jagdszenen aus Niederbayern). Dans cette œuvre, un homosexuel s’attire la haine de la population rurale bavaroise, se fait soupçonner de meurtre avant d’être pourchassé sans pitié,,.
En cette même année 1969, Rainer Werner Fassbinder fait ses débuts à la Berlinale avec L'amour est plus froid que la mort (Liebe ist kälter als der Tod). Ce premier grand film suit le modèle des films de genre américains et de ceux de Jean-Marie Straub. Il constitue une étude détournée des mondes souterrains munichois. Un premier plan clinique et clairvoyant, masquant de rudes sous-entendus. Rainer Werner Fassbinder va devenir le portraitiste d'une Allemagne de l'Ouest qui se reconstruit après la Seconde Guerre mondiale.

## Coups d’éclat et succès commerciaux des années 1970
En 1970, le film de Michael Verhoeven, O.K., évoquant un fait divers de la guerre du Viêt Nam, déclenche un coup d’éclat au Festival de Berlin, dans le contexte de la guerre froide. Dans le fait divers dont s'inspire le film, des soldats américains engagés au Vietnam violent et assassinent une jeune fille. Verhoeven déplace l’action dans les forêts bavaroises, avec des effets de distanciation brechtiens. La Berlinale est interrompue. Le président du jury, ulcéré par le film, décide de quitter le festival. La Berlinale est interrompue,.
Le 18 avril 1971, à Munich, est fondée la « Maison d’édition des films d’auteurs », sur le modèle d’une coopérative. Son but était d’aider les cinéastes dans la production et la distribution de leurs films.
En 1971, tirant des leçons du coup d’éclat de l’année précédente, les organisateurs de la Berlinale créent en annexe du festival un « Forum international du nouveau film ».
L’année 1972 est celle de la première collaboration entre le metteur en scène Werner Herzog et l’acteur Klaus Kinski, dans le film Aguirre, la colère de Dieu (Aguirre, der Zorn Gottes). L’action s’inspire d’un épisode historique du XVIe siècle. Un conquérant espagnol échoue dans la fondation d’un État idéal en Amazonie. Herzog fustige la folie impérialiste et les dérives de l’idée de chef.
Le 15 avril 1973, le metteur en scène Wolfgang Petersen et l’auteur Wolfgang Menge lancent un débat écologique avec leur document fictionnel Smog (de), diffusé à la télévision ouest-allemande (WDR). Dans ce film, des représentants de l’économie et de la politique communale et nationale se préoccupent de l’avenir du bassin de la Ruhr qui vient de subir une catastrophe écologique. 
Le 9 octobre 1975, le succès dans les salles du film de Volker Schlöndorff L'Honneur perdu de Katharina Blum (Die verlorene Ehre der Katharina Blum) apporte un nouveau vent d’euphorie au nouveau cinéma allemand. Dans cette adaptation du roman éponyme de Heinrich Böll, la rencontre fortuite de Katharina Blum avec un terroriste supposé transforme la jeune femme en une victime de la presse de boulevard et d’une opinion publique déchaînée.

## Documentaires
En 1976, deux films démontrent la vigueur du nouveau cinéma allemand : Emden geht nach USA, de Klaus Wildenhahn, et Comedian Harmonists, de Eberhard Fechner. 
Le premier documentaire évoque la crise sérieuse qui sévit à l’été 1975 dans la région d’Emden, menacée par l’annonce de délocalisation d’une usine de Volkswagen aux États-Unis. Wildenhahn observe les ouvriers réagir à cette nouvelle et imaginer des actions de protestation. La qualité du travail filmique est louée par la critique.
Le sextette Comedian Harmonists, avec leurs chants a cappella (« Mon petit cactus vert », etc.), était très populaire dans les années 1920. En 1935, les Nazis dissolurent le groupe vocal, car trois de ses six membres étaient Juifs. Le film qui rend hommage à ce groupe n’entend pas tant montrer comment vivaient ces artistes populaires qu’il ne souhaite inciter le spectateur à une réflexion sur le passé allemand.

## Du renom international au déclin
C’est en 1977 que le Nouveau cinéma allemand atteint une portée mondiale, avec le film de Wim Wenders, L'Ami américain (Der amerikanische Freund). L’adaptation cinématographique du roman de Patricia Highsmith se focalise davantage sur la psychologie des protagonistes que sur les nœuds de tension de l’intrigue. Il s’agit d’un ouvrier de Hambourg qui, apprenant qu’il est atteint d’une très grave maladie incurable, devient tueur à gages. 
En 1978 a lieu la sortie du film L'Allemagne en automne (Deutschland im Herbst) réalisé par Alexander Kluge. Cette œuvre, qui est le résultat de la collaboration de plusieurs metteurs en scène du Nouveau Cinéma Allemand, traite de la situation politique allemande à l’époque de la chasse aux terroristes. Le film obtient un large écho sur la scène internationale.
La même année, Le Couteau dans la tête (Messer im Kopf), un film de Reinhard Hauff, évoque le même thème. Un scientifique se retrouve entraîné dans une descente de police avant de perdre en même temps le langage et la mémoire. Recherchant la vérité, il finit par découvrir que l’intervention précipitée du policier est surtout motivée par la peur. 
En 1979, Volker Schlöndorff reçoit pour son adaptation du roman de Günter Grass, Le Tambour (Die Blechtrommel), la Palme d'or du Festival de Cannes, le Prix du Film allemand et le premier Oscar du meilleur film étranger décroché par un film allemand. Le héros (ou plutôt l'anti-héros) du film, Oskar Matzerath, se refuse à grandir alors qu’il vient de fêter son troisième anniversaire. Avec son tambour en fer blanc, il proteste contre les nazis et leurs complices. Une fois la guerre terminée, il décide de se remettre à grandir.
La même année est tourné le film Le Mariage de Maria Braun (Die Ehe der Maria Braun) de Rainer Werner Fassbinder. La protagoniste, Maria Braun, est une femme belle et ambitieuse qui connaît une rapide ascension sociale dans l’Allemagne d’après-guerre ; mais elle ne rencontre pas l’amour qu’elle cherche. Cette œuvre est la première partie d’une trilogie sur la RFA dont les deuxième et troisième volets sont Le Secret de Veronika Voss (Die Sehnsucht der Veronika Voss) et Lola, une femme allemande (Lola),.
En septembre 1979, des cinéastes munichois tentent de redonner vie au Nouveau Cinéma Allemand par leur « déclaration de Hambourg ». Mais le Nouveau cinéma allemand ne connaît plus de succès remarquables, et le public se tourne surtout vers les blockbusters américains. On voit même le retour du film de divertissement national, une renaissance à laquelle participe largement le producteur Bernd Eichinger. Les metteurs en scène du Nouveau Cinéma Allemand continuent certes à travailler, mais pas dans le même cadre : ils se rendent à Hollywood, travaillent pour la télévision ou bien tournent des films expérimentaux pour un public d’initiés. Tête d'affiche populaire de ce mouvement et auteur prolifique, Rainer Werner Fassbinder meurt à Munich le 10 juin 1982 à seulement trente-sept ans. Cette mort est souvent considérée, un peu symboliquement, comme la date de fin du mouvement,.